# Derris laxiflora
Derris laxiflora är en ärtväxtart som beskrevs av George Bentham. Derris laxiflora ingår i släktet Derris och familjen ärtväxter. Inga underarter finns listade i Catalogue of Life.